# Jovan Kirovski
Jovan Kirovski (* 18. März 1976 in Escondido, Kalifornien) ist ein ehemaliger US-amerikanischer Fußballspieler mazedonischer Abstammung.

## Karriere

### Verein
Kirovski ist Stürmer und wechselte zur Saison 1996 aus England von Manchester United zu Borussia Dortmund.
Bei Manchester United wurde er vorwiegend in der Reserveelf eingesetzt. Er kam bereits als Jugendlicher aus den USA zu United und war dort der erste US-Amerikaner im Aufgebot. Aufgrund von Problemen bei der Erlangung einer Arbeitserlaubnis in England wechselte er 1996 nach Deutschland zu Borussia Dortmund.
Bei der Borussia kam der technisch gewandte Spieler jedoch ebenfalls nicht über die Rolle eines Einwechselspielers hinaus. Er gehörte jedoch zum Kader der Mannschaft von Borussia Dortmund, die die Champions League 1997 in München gegen Juventus Turin gewann. Im Endspiel um den Weltpokal am 3. Dezember 1997 in Tokio wurde er sogar in der 80. Minute für Michael Zorc eingewechselt.
1998 wechselte Kirovski leihweise in die 2. Bundesliga zum SC Fortuna Köln. Von dort kam er über Sporting Lissabon, Crystal Palace und Birmingham City zurück in die Vereinigten Staaten. Dort war er in der MLS für die San José Earthquakes aktiv. Vorher spielte er für die Franchises Los Angeles Galaxy und Colorado Rapids.
Nach Abschluss der Saison ist er wieder für Los Angeles Galaxy aktiv. Am 21. November 2011 gewann er mit Los Angeles Galaxy die MLS-Meisterschaft durch einen 1:0-Sieg gegen den Houston Dynamo im MLS Cup.
Am 1. Januar 2012 beendete Kirovski bei Los Angeles Galaxy seine Profikarriere.
Nach seinem Karriereende wurde er Co-Trainer unter Bruce Arena in der Saison 2012 bei LA Galaxy. Seit Januar 2013 ist der Technische Direktor des Franchises.

### Nationalmannschaft
Jovan Kirovski erzielte in den Jahren von 1994 bis 2004 für die USA in 62 Spielen 9 Tore. Trotz einer stattlichen Anzahl an Länderspielen für die USA gehörte er nie einem Kader einer Weltmeisterschaftsmannschaft der USA an. Er gehörte jedoch zum Fußballteam der USA bei den Olympischen Spielen 1996 in Atlanta. Sein erstes Länderspiel bestritt er am 19. Oktober 1994 gegen Saudi-Arabien.

## Erfolge
- Confederations Cup: 3. Platz 1999 mit USA
- Champions League: Sieger 1997 mit Borussia Dortmund
- Weltpokal: Sieger 1997 mit Borussia Dortmund
- Major League Soccer: Sieger 2011 mit Los Angeles Galaxy